# Balustre
Pour les articles homonymes, voir Balustre (homonymie).

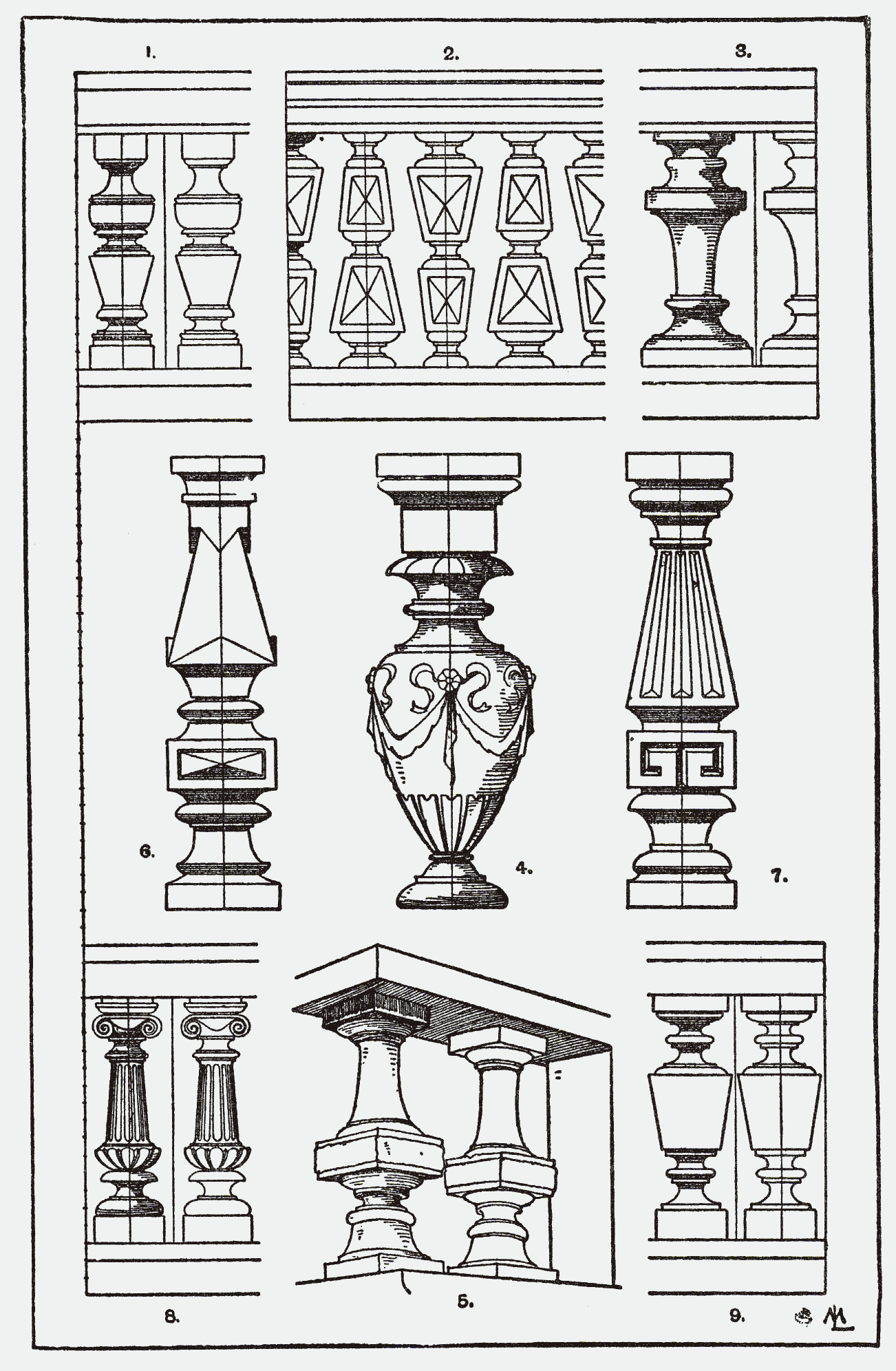
Illustration de balustres divers, dans l'ouvrage A Handbook of Ornament, de Franz Sales Meyer. p ,224. Orthographié : Balauster.

Un balustre est une colonnette de forme renflée, généralement assemblée à d'autres colonnettes par une tablette à hauteur d'appui.
Dans le domaine des éléments d'architecture, un balustre est un ornement de balustrade offrant l'aspect d'une petite colonne terminée au col par une demi-sphère ou panse, à laquelle elle se rattache par un évasement en forme de congé. Les balustres sont souvent faits de pierre ou de marbre, parfois de bois. Ils sont généralement disposés de façon à respecter la règle architecturale (équilibre entre le jour et le plein) d'une séparation ajourée égale à la moitié de leur plus gros diamètre.

## Composition
Le balustre se compose d'un piédouche ou base, parfois orné de moulures ;  d'une tige à renflement piriforme unique ou double (dans ce dernier cas, la séparation est faite par un annelet central) ; d'un chapiteau simple (abaque et moulures).

Schéma d'un balustre.

## Utilisation

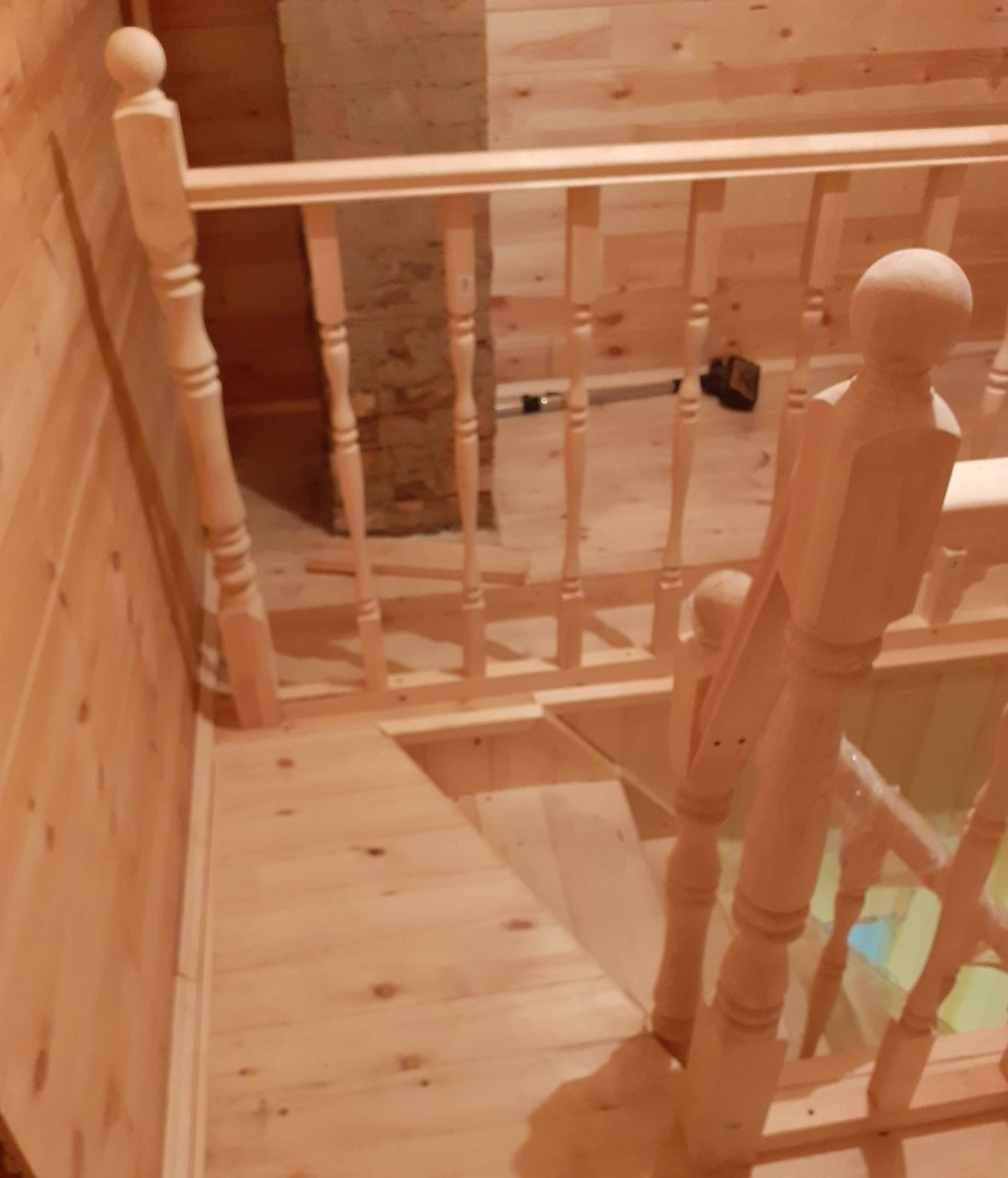
Balustres sur les escaliers d'une maison privée.

Par métonymie, il peut également désigner une balustrade, c’est-à-dire une rangée de balustres réunis entre eux par une tablette à hauteur d'appui. Il peut notamment représenter :
- une petite balustrade servant de clôture dans une église ;
- une balustrade servant de clôture dans une chambre de parade ;
- une galerie de théâtre.

Les balustres de fermeture sont des balustres, souvent en bois, de forme très allongée formant des barreaux dans les grillages de clôture.
Le terme de « balustre » désigne également un ensemble de colonnettes soutenant la main-courante d'un escalier.

## Autres sens
Par analogie, le terme de « balustre » est également employé dans les domaines suivants :
- en ébénisterie, un balustre est une sorte de colonnette servant d'ornement au dossier d'une chaise, appelée « chaise à balustres », ou bien une colonnette servant à soutenir un meuble ou une partie d'un meuble ;
- en orfèvrerie, un balustre est la partie de la monture d'un chandelier, qui se trouve ordinairement placée vers le milieu ;
- en technologie, un compas à balustre est un compas pour tracer de très petits cercles, comportant deux branches surmontées d'une sorte de petit manche en forme de balustre, au moyen duquel on manœuvre l'instrument par rotation, entre le pouce et l'index ;
- pour la franc-maçonnerie, dans certains hauts grades, un balustre signifie « planche » ou « planche à tracer[3] » ;
- en céramique : un vase balustre a un profil qui évoque celui d'une colonnette de type balustre.